# Coupe du monde de BMX 2004
Navigation
2003 2005
La Coupe du monde de BMX 2004 est la 2e édition de la coupe du monde de BMX. Elle s'est déroulée sur une manche disputée les 25 et 26 septembre.

## Hommes

### Résultats
| # | Date            | Lieu             | Vainqueur     | Deuxième | Troisième     | Leader du classement général |
| - | --------------- | ---------------- | ------------- | -------- | ------------- | ---------------------------- |
| 1 | 25-26 septembre | Stallion Springs | Derek Betcher | Mike Day | Michal Prokop | Derek Betcher                |

### Classement général
| Pos | Coureur            |
| --- | ------------------ |
| 1   | Derek Betcher      |
| 2   | Mike Day           |
| 3   | Michal Prokop      |
| 4   | Randy Stumpfhauser |
| 5   | Robert de Wilde    |
| 6   | John Purse         |
| 7   | Jonathan Suarez    |
| 8   | Steve Veltman      |